# Pterotiltus inuncatus
Pterotiltus inuncatus är en insektsart som först beskrevs av Karsch 1892.  Pterotiltus inuncatus ingår i släktet Pterotiltus och familjen gräshoppor. Inga underarter finns listade i Catalogue of Life.